# 65/シックスティ・ファイブ
『65/シックスティ・ファイブ』（原題：65）は、2023年のアメリカ合衆国のSFスリラー映画。
スコット・ベックとブライアン・ウッズが脚本・監督を担当し、アダム・ドライバー、アリアナ・グリーンブラット、クロエ・コールマンが出演する。
コロンビア・ピクチャーズやブロン・スタジオズ、ライミ・プロダクションズ、ベック/ウッズによる共同製作作品。
米国では2023年3月10日にソニー・ピクチャーズ・リリーシング配給で公開された。

## あらすじ
6500万年前の惑星ソマリスで、宇宙船パイロットのミルズは、妻のアリアから「娘のネヴァインの治療費」のために、2年間の宇宙探査の仕事を引き受けるよう促され、パイロットとして参加する。
しかし、ミルズや乗客が冷凍睡眠中に、宇宙船は原因不明の小惑星群に衝突してしまい、白亜紀の頃の地球に不時着する。他の乗組員がすべて死んだと思ったミルズは、絶望的な状況から救助を断り、ライフルガンによる自死を考える。
そんな中、ミルズは宇宙船に乗っていたコアという少女を発見し、生存することを決意して救難信号を送る。だが、二人は母語が異なり、翻訳機が壊れたために意志疎通をすることができず、かろうじて通じる単語以外は、身振り手振りで会話することになる。
ミルズは、隕石が衝突した際に分離した「脱出シャトル」が、山の上に不時着していることを知る。ミルズは「コアの両親が山の上で生存している」と嘘をついて同行させる。二人は山へ向かう旅を始め、さまざまな恐竜に襲われる。コアは、ミルズに送られた「ネヴァインのビデオメッセージ」を見る。
二人は岩崩れにより引き離され、コアは爆弾で襲ってきた恐竜を殺す。ミルズは流砂にはまるも、コアに助けられる。ミルズは、「小惑星群が12時間以内に地球に衝突して、この地球の生物たちが絶滅する」ことを知る。
ついに二人は、山の上の脱出シャトルにたどり着く。コアは「ミルズの嘘」を知って怒るが、ミルズは「ネヴァインが死んだこと」を明かし、コアを守ると約束する。二人はシャトルに乗るが、シャトルは小惑星の衝突の影響で、山から滑り落ちて横転してしまう。
そこに二頭のティラノサウルスが襲いかかってくるが、コアの機転もあってミルズが殺す。だが、さらに別の巨大恐竜が襲いかかってきて、間欠泉を利用して退治することに成功する。
二人は小惑星群の落下の前に離陸し、衝突によって地球は天変地異に襲われて「恐竜の絶滅」を起こす。脱出シャトルが、救助船とのランデブーポイントへ向かったところで、物語は終わりを告げる。

## キャスト
※括弧内は日本語吹替
ミルズ - アダム・ドライバー（日野聡）
宇宙探査船のパイロット。
コア - アリアナ・グリーンブラット（諸星すみれ）
船の乗客のなかで唯一の生存者。ミルズとは母語が異なる。
ネヴァイン - クロエ・コールマン
ミルズがソマリスに残す娘。重病にかかる。
アリア - ニカ・キング
ミルズがソマリスに残す妻。

## 製作
2020年9月、アダム・ドライバーがスコット・ベックとブライアン・ウッズが製作・脚本・監督を担当するSF映画作品の主役を演じ、サム・ライミがザイナブ・アジジやデビー・リーブリングと共に製作に関与することが判明した。その2ヶ月後、アリアナ・グリーンブラットが本作のキャストに加わり、2020年12月にはクロエ・コールマンも出演者の一人として合流した。

### 撮影
2020年11月16日、ニューオーリンズで撮影が開始され、2021年1月にはルイジアナ州バーノン郡のキサッチー国有林でも撮影が行われた。

## 音楽
2021年2月、これまでにもサム・ライミ監督の作品に楽曲を提供してきたダニー・エルフマンが本作の楽曲を手掛けていることが発表された。しかし、2023年3月、エルフマンと共同で楽曲を手掛けることの多いクリス・ベーコンが、新たに作曲をしたことが明らかになった。当初は両名がクレジットされる予定だったが、最終的にはベーコンが単独でクレジットされ、一部の楽曲においてのみエルフマンが共同作曲家として扱われた。さらに、マイケル・ジアッチーノが「スコア・コンサルタント」を務め、ギャド・エミール・ザイチューンが「追加音楽」を担当したとクレジットされている。

## 公開
本作は、米国では2023年3月10日にソニー・ピクチャーズ・リリーシング（ソニー・ピクチャーズの映画配給会社）より劇場公開されたが、公開予定日が決定するまでに2022年5月13日、2022年4月29日、2023年4月14日、2023年4月28日、2023年3月17日と何度も公開予定日が変更された。
同年4月7日にデジタルリリースされ、5月30日には各種メディアでリリースされた。

## ホームメディア
- 『65／シックスティ・ファイブ』Blu-ray+DVDセット 発売日：2025年1月8日 品番:SPXF-1009